# John McEnroe
John Patrick McEnroe, Jr. (Wiesbaden, Alemanya Occidental, 16 de febrer de 1959) és un tennista estatunidenc retirat considerat un dels més grans talents de la història de l'esport. És germà del també tennista Patrick McEnroe.
Va guanyar set títols de Grand Slam individuals i nou de dobles. Ocupà el primer lloc del rànquing ATP, tant en individuals com en dobles, sent l'únic tenista masculí en encapçalar ambdós rànquings simultàniament. Només un altre tenista masculí, Stephan Edberg va ser núm. 1 dels dos rànquings, però en moments diferents. Va finalitzar la seua carrera amb 77 títols individuals i 78 en dobles i continua sent el tenista amb més títols en total de l'Era Open. És recordat per la seua habilitat majestuosa amb la raqueta, pels seus partits contra altres grans llegendes com Björn Borg, Jimmy Connors o Ivan Lendl i pel seu incontrolable temperament dins de la pista, el que li ocasionava no pocs problemes amb els jutges de cadira i àrbitres.
Va contribuir amb cinc títols en la Copa Davis per a l'equip estatunidenc i lidera l'historial de victòries del seu país amb 59. Més tard va ser capità de l'equip. S'ha mantingut actiu en la seva retirada, sovint competint en esdeveniments sèniors a l'ATP Champions Tour. També treballa com a comentarista de televisió durant els tornejos principals.
El 2005 fou guardonat amb el premi Marca Leyenda. El seu rècord de partits individuals de 82–3 el 1984 segueix sent el rècord de tennis de l'era Open.

## Biografia
McEnroe va néixer a Wiesbaden, Alemanya Occidental (actual Alemanya), de pares estatunidencs, John Patrick McEnroe i la seva dona Kay, de soltera Tresham. El seu pare, fill d'immigrants irlandesos, estava en aquell moment formant part de la Força Aèria dels Estats Units, cosa que va revelar durant una conferència de premsa a Bèlgica que el seu fill «John es va fer a Bèlgica però va néixer a Alemanya». L'avi patern irlandès de McEnroe era de Ballyjamesduff al Comtat de Cavan i la seva àvia era del Comtat de Westmeath.
Quan tenia uns nou mesos, la família es va traslladar a la Base de la Força Aèria de Stewart a Newburgh, quan el seu pare va ser traslladat de nou als Estats Units. Després de deixar la Força Aèria, el pare de McEnroe va treballar durant el dia com a agent de publicitat mentre assistia a la Fordham Law School de nit. El 1961, la família es va traslladar al barri de Flushing del barri de Queens a Nova York, després a Douglaston, també a Queens, el 1963. En John té dos germans petits: Mark (nascut el 1964) i el també extennista professional Patrick (nascut el 1966).
En créixer a Douglaston, McEnroe va començar a jugar a tennis al Douglaston Club proper quan tenia vuit anys. Als nou anys, els seus pares el van inscriure a la Eastern Lawn Tennis Association i aviat va començar a jugar tornejos regionals. Després va començar a competir en tornejos nacionals juvenils, i als dotze anys; quan ocupava el setè lloc del seu grup d'edat es va unir a la Port Washington Tennis Academy a Long Island. McEnroe va assistir a la Trinity School a Manhattan, graduant-se el 1977.
McEnroe va estar casat amb la guanyadora de l'Oscar Tatum O'Neal, filla de l'actor Ryan O'Neal, de 1986 a 1994. Van tenir tres fills, Kevin, Sean i Emily. Després del seu divorci, se'ls va concedir la custòdia conjunta dels nens, però el 1998 McEnroe se'ls va concedir la custòdia exclusiva a causa de l'addicció d'O'Neal a l'heroïna.
El 1997, McEnroe es va casar amb la cantant de rock Patty Smyth, amb qui té dues filles, Anna i Ava. El matrimoni es va establir a Upper West Side.

## Torneigs de Grand Slam

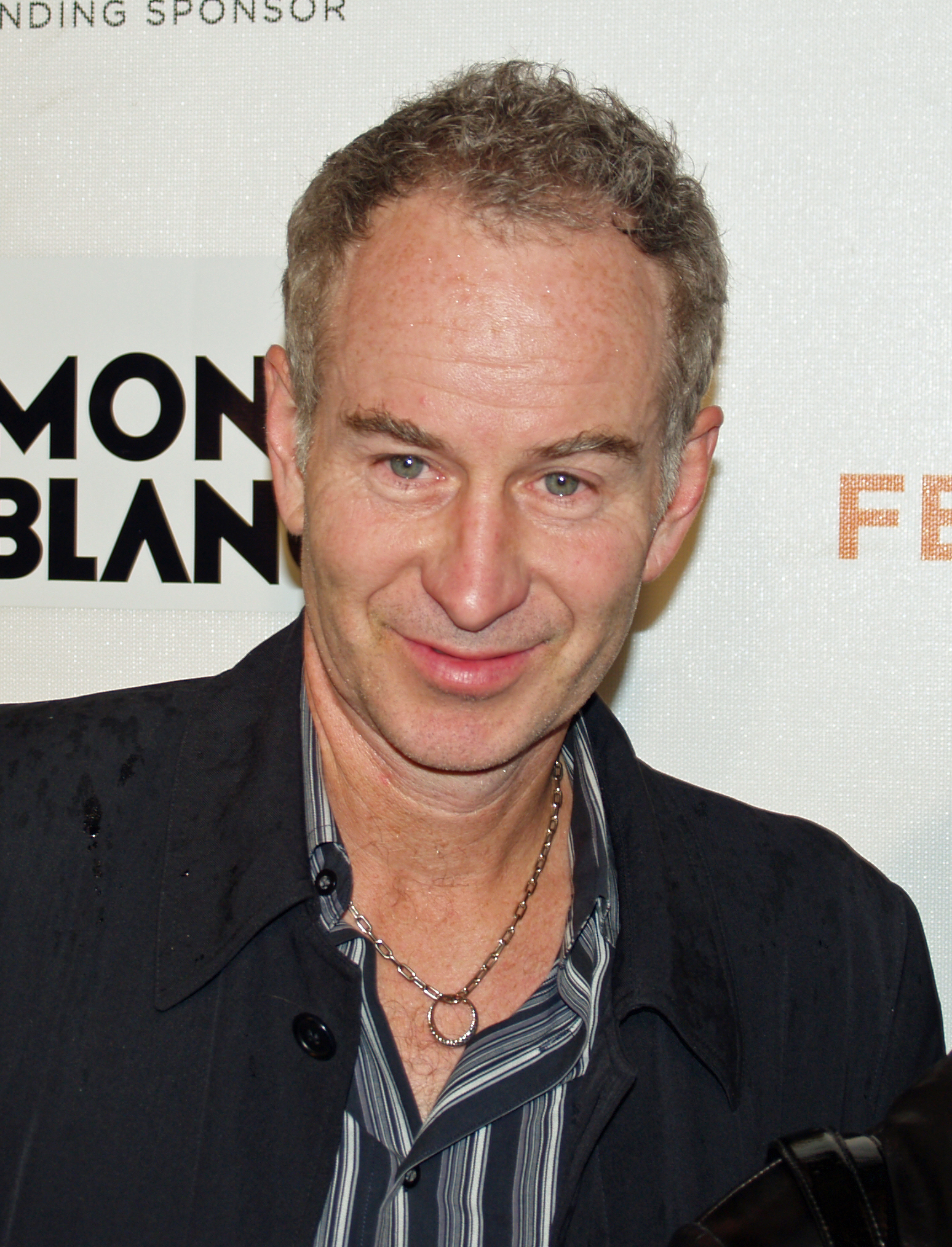
John McEnroe.

### Individual: 11 (7−4)
| Resultat  | Núm. | Any  | Torneig       | Oponent          | Marcador                      |
| --------- | ---- | ---- | ------------- | ---------------- | ----------------------------- |
| Guanyador | 1.   | 1979 | US Open       | Vitas Gerulaitis | 7−5, 6−3, 6−3                 |
| Finalista | 1.   | 1980 | Wimbledon     | Björn Borg       | 6−1, 5−7, 3−6, 7−6(16), 6−8   |
| Guanyador | 2.   | 1980 | US Open (2)   | Björn Borg       | 7−6(4), 6−1, 6−7(5), 5−7, 6−4 |
| Guanyador | 3.   | 1981 | Wimbledon     | Björn Borg       | 4−6, 7−6(1), 7−6(4), 6−4      |
| Guanyador | 4.   | 1981 | US Open (3)   | Björn Borg       | 4−6, 6−2, 6−4, 6−3            |
| Finalista | 2.   | 1982 | Wimbledon (2) | Jimmy Connors    | 6−3, 3−6, 7−6(2), 6−7(5), 4−6 |
| Guanyador | 5.   | 1983 | Wimbledon (2) | Chris Lewis      | 6−2, 6−2, 6−2                 |
| Finalista | 3.   | 1984 | Roland Garros | Ivan Lendl       | 6−3, 6−2, 4−6, 5−7, 5−7       |
| Guanyador | 6.   | 1984 | Wimbledon (3) | Jimmy Connors    | 6−1, 6−1, 6−2                 |
| Guanyador | 7.   | 1984 | US Open (4)   | Ivan Lendl       | 6−3, 6−4, 6−1                 |
| Finalista | 4.   | 1985 | US Open       | Ivan Lendl       | 6−7(1), 3−6, 4−6              |

### Dobles masculins: 12 (9−3)
| Resultat  | Núm. | Any  | Torneig       | Parella        | Oponents                       | Marcador                        |
| --------- | ---- | ---- | ------------- | -------------- | ------------------------------ | ------------------------------- |
| Finalista | 1.   | 1978 | Wimbledon     | Peter Fleming  | Bob Hewitt Frew McMillan       | 1−6, 4−6, 2−6                   |
| Guanyador | 1.   | 1979 | Wimbledon     | Peter Fleming  | Brian Gottfried Raul Ramírez   | 4−6, 6−4, 6−2, 6−2              |
| Guanyador | 2.   | 1979 | US Open       | Peter Fleming  | Bob Lutz Stan Smith            | 6−2, 6−4                        |
| Finalista | 2.   | 1980 | US Open       | Peter Fleming  | Bob Lutz Stan Smith            | 6−7, 6−3, 1−6, 6−3, 3−6         |
| Guanyador | 3.   | 1981 | Wimbledon (2) | Peter Fleming  | Bob Lutz Stan Smith            | 6−4, 6−4, 6−4                   |
| Guanyador | 4.   | 1981 | US Open (2)   | Peter Fleming  | Heinz Günthardt Peter McNamara | Renúncia                        |
| Finalista | 3.   | 1982 | Wimbledon (2) | Peter Fleming  | Peter McNamara Paul McNamee    | 3−6, 2−6                        |
| Guanyador | 5.   | 1983 | Wimbledon (3) | Peter Fleming  | Tim Gullikson Tom Gullikson    | 6−4, 6−3, 6−4                   |
| Guanyador | 6.   | 1983 | US Open (3)   | Peter Fleming  | Fritz Buehning Van Winitsky    | 6−3, 6−4, 6−2                   |
| Guanyador | 7.   | 1984 | Wimbledon (4) | Peter Fleming  | Pat Cash Paul McNamee          | 6−2, 5−7, 6−2, 3−6, 6−3         |
| Guanyador | 8.   | 1989 | US Open (4)   | Mark Woodforde | Ken Flach Robert Seguso        | 6−4, 4−6, 6−3, 6−3              |
| Guanyador | 9.   | 1992 | Wimbledon (5) | Michael Stich  | Jim Grabb Richey Reneberg      | 5−7, 7−6(5), 3−6, 7−6(5), 19−17 |

### Dobles mixts: 1 (1−0)
| Resultat  | Núm. | Any  | Torneig       | Parella      | Oponents                   | Marcador |
| --------- | ---- | ---- | ------------- | ------------ | -------------------------- | -------- |
| Guanyador | 1.   | 1977 | Roland Garros | Mary Carillo | Florenţa Mihai Iván Molina | 7−6, 6−3 |

## Carrera

### Aficionat (1977)
Com a aficionat de 18 anys el 1977, McEnroe va guanyar tant els dobles mixtes com el títol d'individual júnior a Roland Garros en associació amb Mary Carillo al primer. McEnroe més tard va progressar pel torneig de classificació individual al Campionat de Wimbledon i al quadre principal, on va perdre a les semifinals davant Jimmy Connors en quatre sets. Va ser la millor actuació d'un classificat masculí en qualsevol torneig de Grand Slam, i una actuació rècord d'un aficionat a l'era Open.

### 1978-1983
Després de Wimbledon, McEnroe va ser reclutat per l'entrenador Dick Gould i va entrar a la Universitat Stanford, on, el 1978, va dirigir l'equip de Stanford a un campionat de la NCAA, i també va guanyar. el títol individual de la NCAA. Més tard, el 1978, es va unir a la gira de l'ATP i va signar el seu primer acord professional de testimoni, amb Sergio Tacchini. Va tornar a avançar a les semifinals en un major, aquesta vegada l'Open dels Estats Units, perdent de nou davant Connors. Després d'això, va guanyar cinc títols aquell any, inclòs el seu primer Masters Grand Prix, superant Arthur Ashe, així com esdeveniments de Gran Premi a Estocolm i Wembley. El seu èxit de finals de temporada li va permetre acabar com a jugador número 4 al final de l'any, classificant-se pel Masters d'aquell any. McEnroe va resultar tota una revelació i la seva irrupció al circuit va ser tremendament ràpida. A principis de l'any següent va jugar el Masters davant del seu públic, a Nova York, i va demostrar la seva classe en guanyar tots els seus partits i superar a la final el seu compatriota Arthur Ashe.

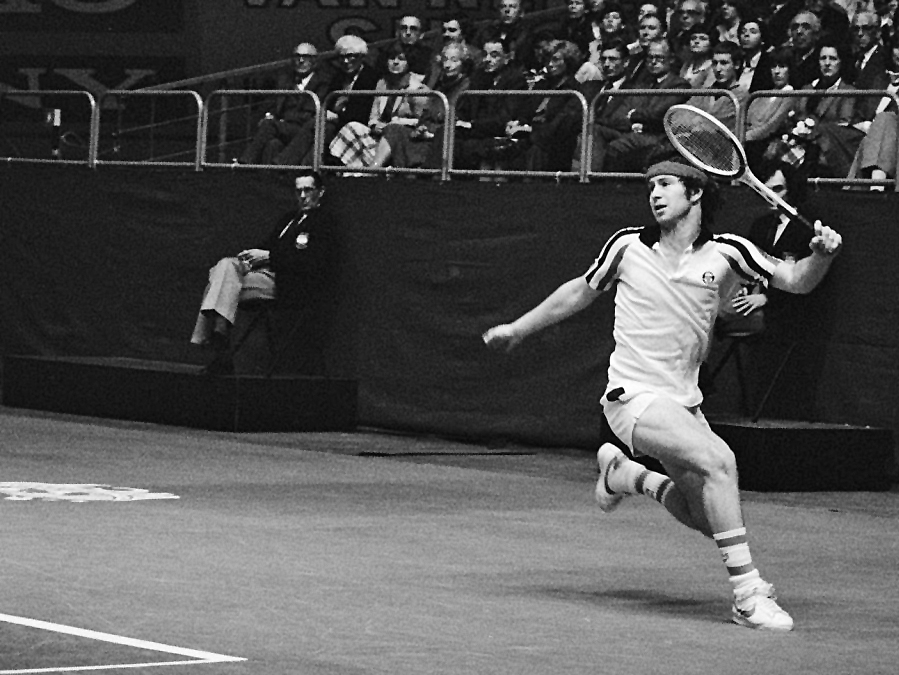
John McEnroe al torneig ABN Tennis de 1979.

El 1979 va conquistar el seu primer títol de Grand Slam en guanyar el Obert dels Estats Units després de vèncer Connors en semifinals i el seu gran amic Vitas Gerulaitis a la final, convertint-se en el més jove en guanyar el torneig (després superat per Pete Sampras), amb 20 anys i 6 mesos. Aquell any va conquistar 10 títols d'individuals i 17 de dobles, sumant-ne 27 en total, un rècord no superat fins avui.
El joc de McEnroe combinava cops magistrals, encara que no gaire potents, amb una volea mestra, considerada una de les millors de la història, i un joc d'atac ràpid. Els seus enormes reflexos li permetien tornar els millors serveis i passing shots amb gran excel·lència i varietat de cops, cosa que agraïa intensament el públic. McEnroe va destacar aviat pel seu esperit competitiu i el seu temperament extremadament fogós. Les discussions als partits semblaven ser un element motivador als seus partits per suportar situacions complicades, encara que el van posar en problemes en nombroses ocasions.
El 1980, McEnroe va aconseguir per primera vegada el nº 1 del món al mes de març, i aquell any va ocupar aquesta posició durant 4 setmanes. Al juny va aconseguir per primera vegada la final de Wimbledon després de vèncer Connors en semifinals en un polèmic partit pels seus improperis a jutges de línia i umpires. Allí es trobaria amb Björn Borg, qui optava al seu cinquè títol consecutiu a la gespa de l'All England Club.
Després de ser escridassat a la seva entrada per la seva actitud en el partit anterior, McEnroe i Borg començarien al partit gairebé unànimement considerat com el millor partit de tennis de la història d'aquest esport (fins a la final de Wimbledon 2008, jugada pel suís Roger Federer i el mallorquí Rafael Nadal). El partit va començar a favor de McEnroe qui es va emportar el primer set per 6-1, a la qual cosa Borg va respondre emportant-se els dos següents. El quart set va ser d'alt nivell i es va arribar al 'tie-break' final, en el que podria haver estat la primera final de Wimbledon a definir-se en una mort sobtada.
En una increïble demostració de concentració i ment freda tots dos jugadors no aconseguien treure's avantatge. Borg feia gala dels seus passing shots i McEnroe demostrava la seva subtilesa a la volea. Després de 5 punts de partit a favor de Borg (un salvat per McEnroe amb ajuda de la xarxa), i 7 set punts més a favor de “Big Mac” (un fallat amb una volea relativament fàcil) el suec va deixar una volea a la xarxa i es va acabar el 'tie-break', 18-16, a favor de l'estatunidenc després de 20 minuts. Tot i que molts suposaven en això una injecció anímica important a McEnroe i una frustració per a Borg que inclinarien el partit cap al costat del novaiorquès, aquest no va poder trencar el servei del suec a l'últim set i va perdre per 8-6.
McEnroe es va convertir en el millor jugador d'individuals del món per primer cop el 3 de març de 1980. Va ser el millor jugador en 14 ocasions diferents entre 1980 i 1985 i va acabar l'any en el lloc número 1 quatre anys seguits des del 1981 fins al 1984. Va passar un total de 170 setmanes al capdavant del rànquing.
McEnroe es va rescabalar poc després en derrotar-ho en la final de l'Open dels Estats Units també en 5 apassionants sets. En aquest torneig va tornar a superar Connors en semifinals i en quarts de final a qui anys més tard seria un altre dels seus grans rivals, el txec Ivan Lendl.

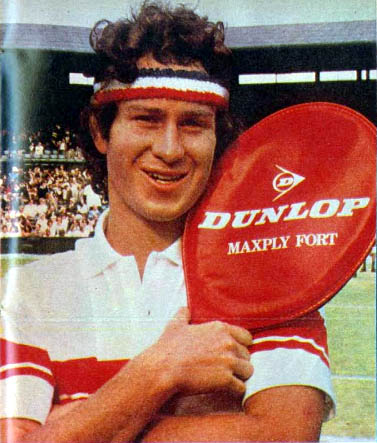
McEnroe en un anunci de raquetes publicat a El Gráfico el 1981.

El 1981 va tornar la controvèrsia. Després de la seva victòria de segona ronda a Wimbledon davant Tom Gullikson, va ser multat amb 1500 dòlars i va estar a prop de ser expulsat del torneig com a resultat d'una controvèrsia amb l'umpire Ted James, a qui va qualificar com a «l'escòria del món» («the pits of the World»), i altres insults a l'àrbitre del torneig, Fred Hoyles. En aquest torneig, McEnroe emprava freqüentment la frase «you cannot be serious» («no pots dir-ho seriosament») per protestar contra les fallades. Anys després, esdevindria el títol de la seva autobiografia. La seva rivalitat amb Borg es tornava atractiva pel talent de tots dos i pel gran contrast que mostraven, tant en tipus de joc com en personalitat.
Tot i les crítiques de la premsa britànica, que ho va anomenar com el «SuperBrat» (una cosa així com “el súper-mocós”), McEnroe va aconseguir de nou la final davant Borg. Aquesta vegada es va imposar, guanyant en 4 sets i deixant en 41 la ratxa de partits consecutius guanyats pel suec a Wimbledon.
Però en resposta a les actituds de McEnroe en els partits, l'All England Club no li va concedir la membresia honorària del club, un honor normalment donat als guanyadors d'individuals immediatament després de la victòria. McEnroe va respondre no acudint al sopar de campions a la nit. Preguntat per aquest assumpte va respondre: «Volia passar la nit amb la família, els amics i la gent que m'ha encoratjat i no amb un munt d'estirats d'entre 70 i 80 anys que et diuen que estàs actuant com un imbècil».
A l'Open dels Estats Units, després d'una dura batalla de 5 sets amb Vitas Gerulaitis a semifinals, McEnroe es va veure les cares per última vegada amb Borg i va triomfar en 4 sets a la final. Es va convertir en el primer home des de la dècada del 1920 a guanyar tres Oberts d'EE.UU. consecutius. Borg va deixar sorprenentment l'activitat abans de començar la temporada de 1982. McEnroe va acabar el 81 per primera vegada com a nº 1 del món, relegant a Borg al nº 2, amb 9 títols individuals.
McEnroe només va perdre un set abans de la final del Campionat de Wimbledon de 1982. No obstant això, va perdre contra Connors a la final, tot i ser un desempat de la victòria al final del quart set. Després va caure a les semifinals de l'Open dels Estats Units i va ser subcampió a les finals del WCT. Va poder mantenir el rànquing número 1 mundial de l'ATP basat en els punts al final de l'any, després d'haver guanyat esdeveniments importants a Filadèlfia, Wembley i Tòquio; però a causa de les victòries de Connors en els dos esdeveniments més importants de l'any (Wimbledon i l'Open dels Estats Units), Connors va ser nomenat Jugador de l'Any per l'ATP i la majoria de les autoritats del tennis.
El 1983, McEnroe va assolir la seva quarta final consecutiva de Wimbledon, perdent només un set, per la seva segona corona de Wimbledon. A l'Open dels Estats Units, va ser derrotat a la quarta ronda, la seva primera eliminació des de 1977. Després va jugar a l'Open d'Austràlia per primera vegada, arribant a les semifinals abans de ser derrotat en quatre sets per Mats Wilander. Va disputar la WCT Finals per tercera vegada i va vèncer a Ivan Lendl en un partit èpic de cinc sets. Va guanyar el títol del Masters Grand Prix per segona vegada, guanyant de nou a Lendl, en tres sets. També va guanyar esdeveniments premiats a Filadèlfia, Forest Hills i Wembley, la qual cosa li va permetre obtenir una vegada més el rànquing número 1 de final d'any.

### El millor any: 1984
La millor temporada de McEnroe va arribar el 1984, ja que va obtenir un rècord de partits de 82–3 que segueix sent el millor en una sola temporada de l'Era Open. Va guanyar els millors 13 tornejos d'individuals de la seva carrera, inclosos els Campionats de Wimbledon i l'Open dels Estats Units, obtenint el nº 1 al final de l'any. També va jugar als equips guanyadors de la World Team Cup dels Estats Units i al subcampió de la Copa Davis. El seu rècord combinat contra els jugadors número 2 i 3 de l'any, Jimmy Connors i Ivan Lendl, respectivament, va ser d'11–1, només va perdre contra Lendl a la final de Roland Garros, en cinc sets, i va quedar invicte contra Connors en cinc partits.
L'any no va acabar sense polèmica. Mentre jugava i guanyava el torneig a Estocolm, McEnroe va tenir un esclat a la pista que aviat es va fer notori. Després de qüestionar una trucada feta per l'àrbitre de la cadira, McEnroe va exigir: «Contesta la meva pregunta! La pregunta, idiota!» Aleshores, McEnroe va colpejar la seva raqueta contra un carro de sucs al costat de la pista amb ira, i la gent de l'estadi el va esbroncar. Va ser suspès durant 3 setmanes (21 dies) per excedir un límit de 7.500 dòlars en multes que s'havien creat a causa del seu comportament. Com a resultat, va ser desqualificat de competir a l'important torneig de Wembley de la setmana següent, en el qual se suposava que seria el cap de sèrie número u, amb Connors i Lendl (el guanyador final) com a segon i tercer cap de sèrie. Durant la seva suspensió, es va lesionar el canell esquerre en un entrenament, el que va fer que es retirés de l'Open d'Austràlia.

### Prenent-se temps lliure
El 1985, després d'haver arribat a les semifinals de Ronland Garros, McEnroe va ser derrotat en sets seguits per Kevin Curren als quarts de final de Wimbledon. Va arribar a la seva última gran final individual a l'Open dels Estats Units; aquesta vegada, va ser derrotat en tres sets per Lendl. No va passar dels quarts de final a les finals del WCT ni al Gran Premi del Màster. Va guanyar esdeveniments importants a Filadèlfia (la seva quarta consecutiva allà), Canadà (segona consecutiva) i Estocolm (segona consecutiva i quarta a la general) i va acabar l'any com a jugador número 2 del món.
El 1986, la pressió de jugar al cim s'havia fet massa gran per a McEnroe, i es va prendre un descans de sis mesos de la gira. Va ser durant aquest any sabàtic que l'1 d'agost de 1986 es va casar amb l'actriu Tatum O'Neal, amb qui ja havia tingut un fill, Kevin (1986). Van tenir dos fills més, Sean (1987) i Emily (1991), abans de divorciar-se el 1994. Quan McEnroe va tornar a la gira més tard el 1986, va guanyar tres tornejos ATP, però el 1987 no va aconseguir guanyar un títol per primera vegada des que es va fer professional. Va prendre's un altre descans de set mesos del joc després de l'Open dels Estats Units, on va ser suspès durant dos mesos i va multar amb 17.500 dòlars per mala conducta i abús verbal.

### Èxit en dobles

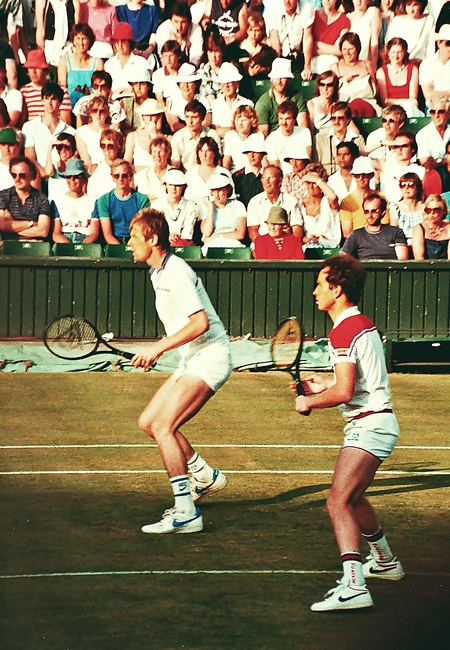
McEnroe amb Peter Fleming (esquerra) a Wimbledon.

S'ha escrit sobre McEnroe que podria haver estat «el millor jugador de dobles de tots els temps» i «possiblement el millor jugador d'equip que mai no ha jugat en un esport d'equip». Va ser el número 1 en dobles durant un total de 270 setmanes. Va formar una poderosa associació amb Peter Fleming, amb qui va guanyar 57 títols de dobles, inclosos quatre a Wimbledon i tres a l'Open dels Estats Units. Fleming sempre va ser modest sobre la seva pròpia contribució a l'associació, una vegada va dir que «la millor associació de dobles del món és McEnroe amb qualsevol». McEnroe va guanyar un quart títol de dobles masculí de l'Open dels Estats Units el 1989 amb Mark Woodforde, i un cinquè títol de dobles masculí de Wimbledon el 1992 amb Michael Stich. També va guanyar el títol de dobles mixtes de l'Open de França de 1977 amb la seva amiga de la infància Mary Carillo.

### Copa Davis
Més que qualsevol altre jugador de la seva època, McEnroe va ser el responsable de reviure l'interès estatunidenc per la Copa Davis, que havia estat rebutjada per Jimmy Connors i altres jugadors destacats dels Estats Units, i que no havia vist competir regularment un jugador destacat des de Arthur Ashe. La negativa de Connors a jugar la Copa Davis en lloc d'exhibicions lucratives havia estat una font d'enemistat entre ell i Ashe. A la Copa Davis de 1978, McEnroe va guanyar dos partits individuals a la final, i els Estats Units van guanyar la Copa per primera vegada des de 1972, guanyant a Gran Bretanya a la final. McEnroe va continuar sent un puntal dels equips de la Copa Davis dels Estats Units durant els següents 14 anys, i va formar part dels equips guanyadors del títol el 1978, 1979, 1981, 1982 i 1992. Va establir nombrosos rècords de la Copa Davis dels Estats Units, inclosos els anys jugats (12), empats (30), victòries individuals (41) i victòries totals en individuals i dobles (59). Va jugar tant en individuals com en dobles en 13 sèries, i ell i Peter Fleming van guanyar 14 dels 15 partits de dobles de la Copa Davis junts.
Una actuació èpica va ser la victòria de McEnroe en 6 hores i 22 minuts sobre Mats Wilander en la decisiva victòria de quarts de final sobre Suècia el 1982, jugada a St. Louis, Missouri. McEnroe va guanyar el partit, en aquell moment més llarg de la història de la Copa Davis, 9–7, 6–2, 15–17, 3–6, 8–6. McEnroe gairebé va batre aquest rècord en una derrota de la Copa Davis de 6 hores i 20 minuts contra Boris Becker cinc anys després.
McEnroe també va ajudar els Estats Units a guanyar la Copa del Món el 1984 i el 1985, en ambdós casos derrotant a Txecoslovàquia a la final.

### Darrers anys de carrera
McEnroe va lluitar per recuperar la seva forma després del seu any sabàtic de 1986. Va perdre tres vegades a majors davant Ivan Lendl, perdent quarts de final de tres sets tant a l'Open dels Estats Units de 1987 com a l'Open d'Austràlia de 1989, i un partit llarg de quatre sets, jugat durant dos dies, a la quarta ronda de Roland Garros de 1988. Els rumors de abús de drogues havien començat durant el seu segon any sabàtic. McEnroe els va negar en aquell moment, però més tard va reconèixer que havia consumit cocaïna durant la seva carrera en una entrevista l'any 2000, tot i que va negar que la droga afectés el seu joc.
El 1989, McEnroe va guanyar un cinquè títol rècord a les World Championship Tennis Finals (el torneig de campionat de la gira WCT, que s'estava organitzant per darrera vegada), derrotant Lendl millor classificat a les semifinals. A Wimbledon, va derrotar a Mats Wilander en uns quarts de final de quatre sets abans de perdre davant Stefan Edberg a les semifinals. Va guanyar els campionats RCA a Indianapolis i va arribar a la final de l'Open de Canadà, on va perdre davant Lendl. També va guanyar les seves dues proves individuals en l'empat de quarts de final de la Copa Davis amb Suècia.
McEnroe es va retirar de la gira professional a finals de 1992. Va acabar la seva carrera com a individual com a número 20 del món. Va jugar en un torneig el 1994 com a convidat a l'Open de Rotterdam, perdent a la primera ronda. Aquest va ser el seu darrer partit individual a l'ATP Tour.
Després que Steffi Graf guanyés Roland Garros el 1999, McEnroe li va suggerir que juguessin els dobles mixtes a Wimbledon. Ella va acceptar, i van arribar a les semifinals, però es van retirar en aquella etapa perquè Graf havia arribat a la final individual, i va preferir centrar-se en aquest torneig.

### Després de la retirada

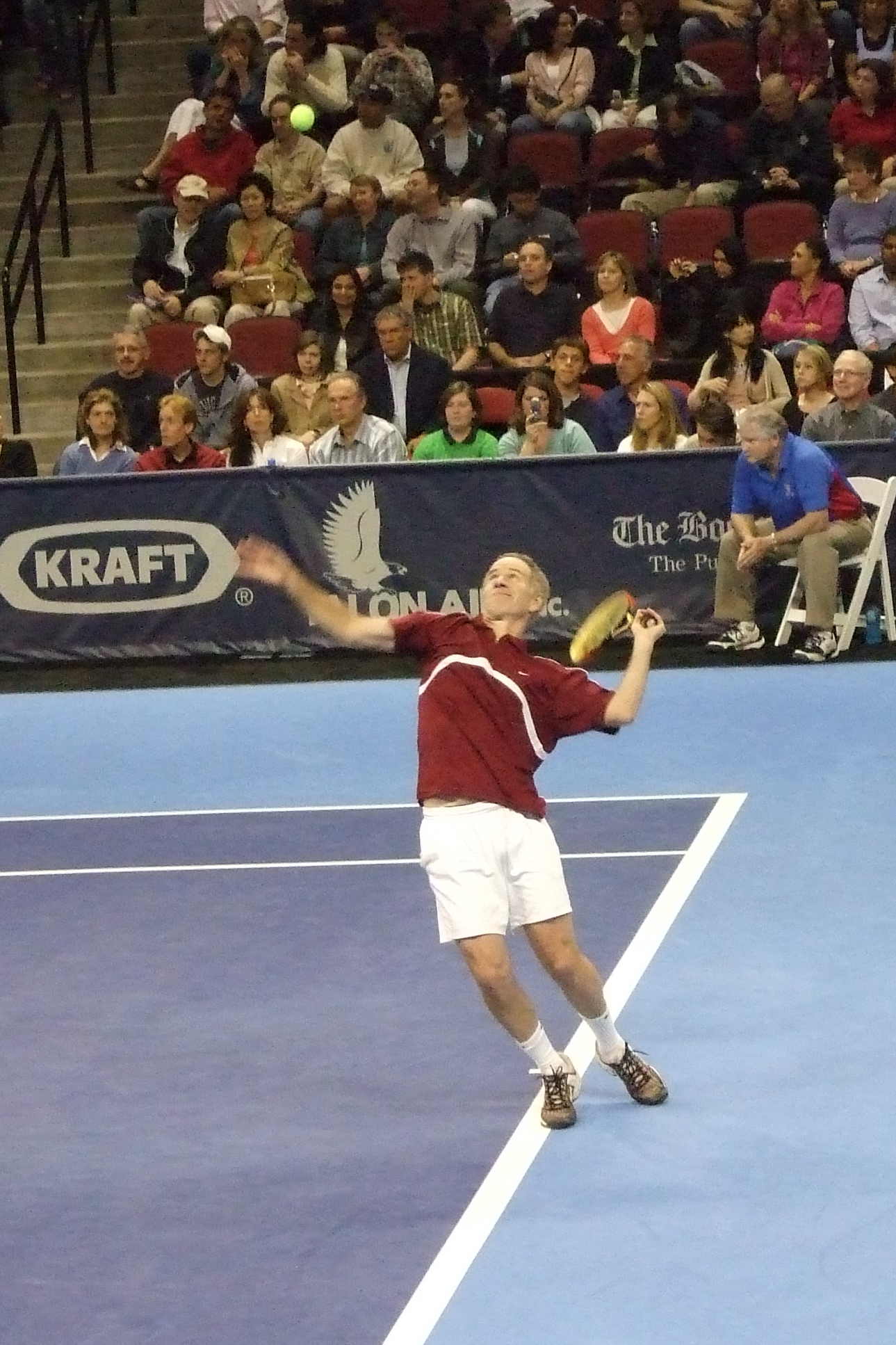
John McEnroe servint durant un partit de la Champions Cup Boston el 2007.

Després de retirar-se, McEnroe va perseguir el seu objectiu posterior a la gira de convertir-se en músic. Havia après a tocar la guitarra amb l'ajuda d'amics com Eddie Van Halen i Eric Clapton. Durant el seu divorci, McEnroe va formar The Johnny Smyth Band amb ell mateix com a cantant i guitarrista, va començar a escriure cançons i va fer petits concerts. Encara que Lars Ulrich va felicitar-lo pel seu «instint natural per a la música», un propietari d'un bar on tocava la banda de McEnroe va dir que «no podria cantar per salvar-se la seva vida». La banda va fer una gira durant dos anys, però McEnroe ho va deixar de sobte l'any 1997 just abans d'acabar el seu primer àlbum. El 1997, la dona de McEnroe, la cantant i compositora Patty Smyth, li va dir: «En el futur només un de nosaltres treballarà fora de casa en una gira musical i no seràs tu!»
McEnroe va ser inclòs al Saló de la Fama Internacional del Tennis el 1999. Ara és un comentista esportiu que fa comentaris per a xarxes de televisió nord-americanes com ESPN, CBS, NBC i EUA a l'US Open, l'Australian Open i diversos tornejos ATP, així com a Wimbledon per a la BBC al Regne Unit.

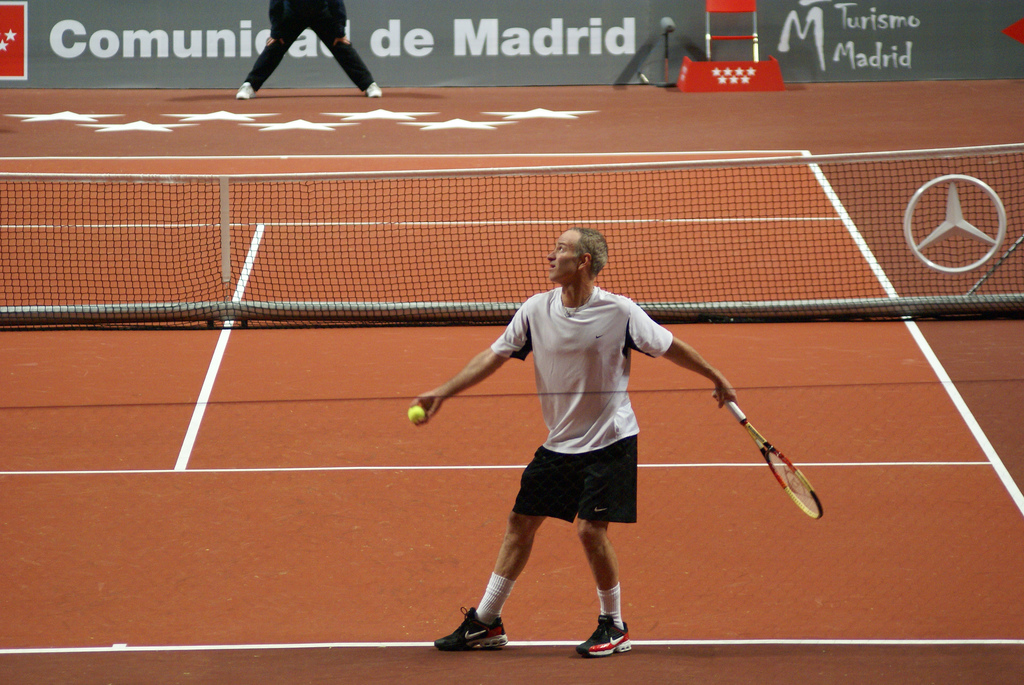
John McEnroe el 2007 al Madrid Masters Senior.

McEnroe es va convertir en el capità de la Copa Davis dels Estats Units el setembre de 1999. El seu equip amb prou feines va evitar la derrota en les seves dues primeres sortides l'any 2000, guanyant Zimbabwe i la República Txeca en enfrontaments ajustats per 3-2. Després van ser derrotats per 5-0 per Espanya a les semifinals. McEnroe va dimitir el novembre del 2000 després de 14 mesos com a capità, citant la frustració amb el calendari i el format de la Copa Davis com a dues de les seves principals raons. El seu germà Patrick es va ocupar el lloc.
El 2002, McEnroe es va interpretar a si mateix a Mr. Deeds i de nou el 2008 a You Don't Mess with the Zohan. McEnroe es va interpretar a si mateix a la pel·lícula de 2004 Wimbledon. El juliol de 2004, McEnroe va començar un programa de tertúlies de la CNBC titulat McEnroe, però el programa no va tenir èxit, guanyant dues vegades una puntuació de Nielsen de 0,0 i es va cancel·lar en cinc mesos. El 2002, va presentar el programa The Chair a ABC així com la versió britànica a BBC One, però aquesta empresa tampoc no va tenir èxit.
El 2004, McEnroe va dir que durant gran part de la seva carrera havia pres esteroides sense voler-ho. Va dir que li havien administrat aquests fàrmacs sense el seu coneixement, afirmant: «Durant sis anys no sabia que em donaven una forma d'esteroide del tipus legal que solien donar als cavalls fins que van decidir que era massa fort fins i tot per als cavalls».
McEnroe és actiu en la filantropia i el desenvolupament del tennis. Durant anys ha copresidit la recaptació de fons anual de CityParks Tennis de la Fundació City Parks. S'hi recapten fons crucials per als programes municipals de tennis juvenil més grans de la ciutat de Nova York. Col·lecciona art contemporani americà i va obrir una galeria a Manhattan el 1993.
McEnroe encara juga regularment a l'ATP Champions Tour. Una victòria va arribar al Trofeu Jean-Luc Lagardere de París el 2010, on va derrotar Guy Forget a la final. Jugar al Champions Tour li permet continuar les seves rivalitats més emblemàtiques amb els vells adversaris Ivan Lendl i Björn Borg. La seva darrera i 26a victòria (un rècord per a l'ATP Champions Tour) va ser la seva victòria del 2016 a Estocolm contra Thomas Muster.

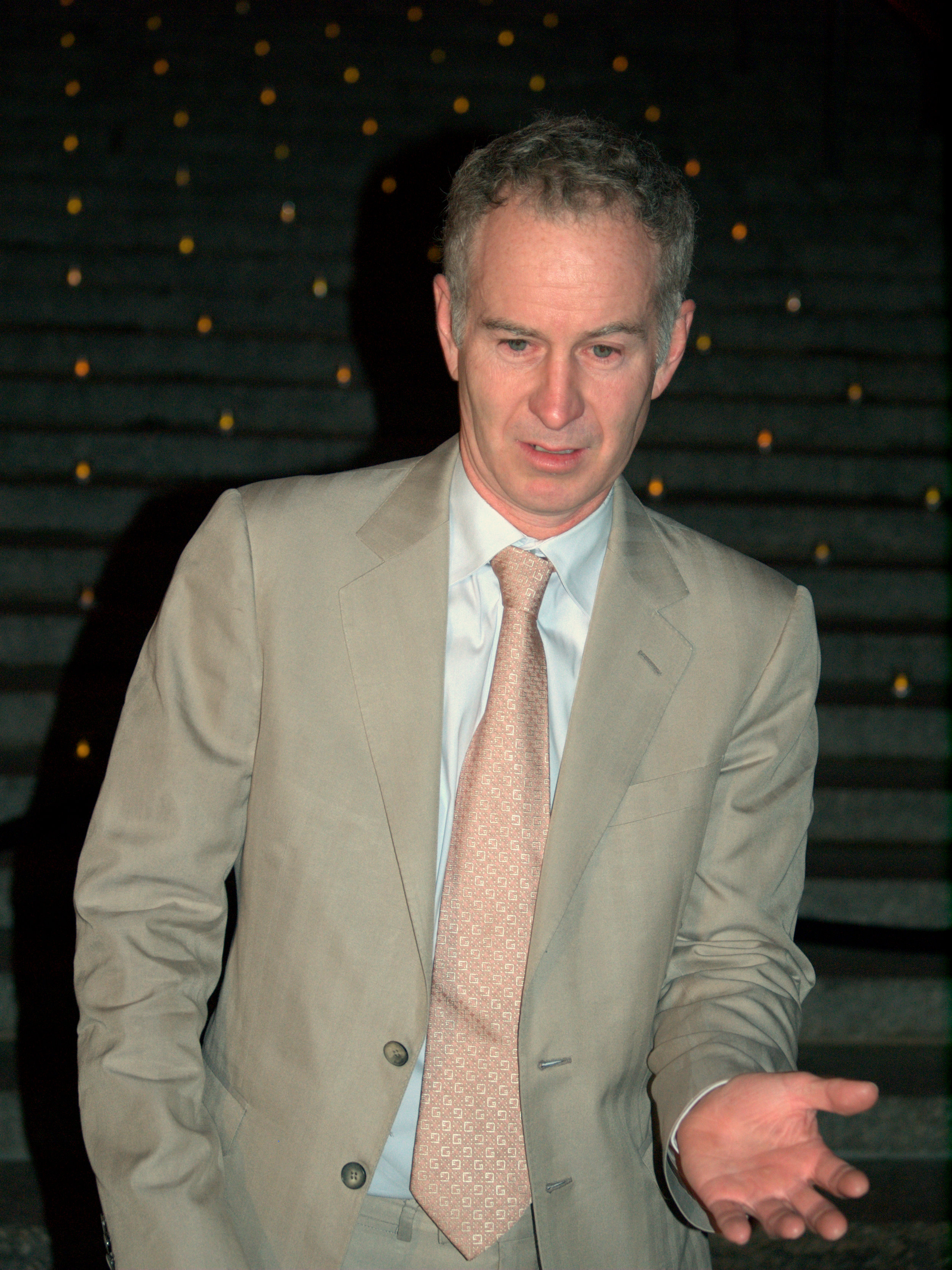
McEnroe demostrant el seu swing en una festa Vanity Fair a la ciutat de Nova York el 2009.

En esdeveniments benèfics i World Team Tennis, ha guanyat a molts jugadors de primer nivell, inclosos Mardy Fish i Mark Philippoussis.
El 2007, McEnroe va rebre el Premi Philippe Chatrier Award (el màxim reconeixement de la ITF) per les seves contribucions al tennis tant dins com fora de la pista. Més tard aquell mateix any, també va aparèixer a la comèdia de la NBC 30 Rock com a presentador d'un programa de jocs anomenat "Gold Case" en el qual va pronunciar la seva famosa frase «You cannot be serios!» quan una gravació va sortir malament. McEnroe també va aparèixer a la comèdia d'HBO Curb Your Enthusiasm.
El 2010, va fundar la John McEnroe Tennis Academy a Randalls Island a la ciutat de Nova York.
McEnroe va formar part de l'equip d'entrenadors de Milos Raonic de maig a agost de 2016.
A més dels seus altres papers de comentarista, McEnroe va ser una figura central de la cobertura de la cadena de televisió australiana Nine de l'Open d'Austràlia 2019/2020.

## Palmarès

### Individual: 108 (77−31)
| Títols per superfície |
| --------------------- |
| Dura (21−7)           |
| Gespa (8−5)           |
| Terra batuda (4−4)    |
| Moqueta (44−15)       |

| Resultat  | Núm. | Data                   | Torneig                                     | Superfície   | Oponent          | Marcador                      |
| --------- | ---- | ---------------------- | ------------------------------------------- | ------------ | ---------------- | ----------------------------- |
| Finalista | 1.   | 24 de juny de 1978     | Londres, Regne Unit                         | Gespa        | Tony Roche       | 6−8, 7−9                      |
| Guanyador | 1.   | 24 de setembre de 1978 | Hartford, Estats Units                      | Moqueta      | Johan Kriek      | 6−2, 6−4                      |
| Guanyador | 2.   | 2 d'octubre de 1978    | San Francisco, Estats Units                 | Moqueta      | Dick Stockton    | 2−6, 7−6, 6−2                 |
| Finalista | 2.   | 29 d'octubre de 1978   | Basilea, Suïssa                             | Moqueta      | Guillermo Vilas  | 3−6, 7−5, 5−7, 4−6            |
| Guanyador | 3.   | 13 de novembre de 1978 | Estocolm, Suècia                            | Moqueta      | Tim Gullikson    | 6−2, 6−2                      |
| Guanyador | 4.   | 19 de novembre de 1978 | Wembley, Regne Unit                         | Moqueta      | Tim Gullikson    | 6−7, 6−4, 7−6, 6−2            |
| Guanyador | 5.   | 14 de gener de 1979    | Tennis Masters Cup, Nova York, Estats Units | Moqueta      | Arthur Ashe      | 6−7, 6−3, 7−5                 |
| Guanyador | 6.   | 25 de març de 1979     | Nova Orleans, Estats Units                  | Moqueta      | Roscoe Tanner    | 6−4, 6−2                      |
| Guanyador | 7.   | 1 d'abril de 1979      | Milà, Itàlia                                | Moqueta      | John Alexander   | 6−4, 6−3                      |
| Finalista | 3.   | 8 d'abril de 1979      | Rotterdam, Països Baixos                    | Moqueta      | Björn Borg       | 4−6, 2−6                      |
| Guanyador | 8.   | 22 d'abril de 1979     | San Jose, Estats Units                      | Moqueta      | Peter Fleming    | 7−6, 7−6                      |
| Guanyador | 9.   | 6 de maig de 1979      | WCT Finals, Dallas, Estats Units            | Moqueta      | Björn Borg       | 7−5, 4−6, 6−2, 7−6            |
| Guanyador | 10.  | 17 de juny de 1979     | Londres                                     | Gespa        | Víctor Pecci     | 6−7, 6−1, 6−1                 |
| Guanyador | 11.  | 5 d'agost de 1979      | South Orange, Estats Units                  | Terra batuda | John Lloyd       | 6−7, 6−4, 6−0                 |
| Finalista | 4.   | 19 d'agost de 1979     | Toronto, Canadà                             | Dura         | Björn Borg       | 3−6, 3−6                      |
| Guanyador | 12.  | 9 de setembre de 1979  | US Open, Estats Units                       | Dura         | Vitas Gerulaitis | 7−5, 6−3, 6−3                 |
| Guanyador | 13.  | 20 de setembre de 1979 | San Francisco (2)                           | Moqueta      | Peter Fleming    | 4−6, 7−5, 6−2                 |
| Finalista | 5.   | 23 de setembre de 1979 | Los Angeles, Estats Units                   | Moqueta      | Peter Fleming    | 4−6, 4−6                      |
| Guanyador | 14.  | 11 de novembre de 1979 | Estocolm (2)                                | Dura (i)     | Gene Mayer       | 6−7, 6−3, 6−3                 |
| Guanyador | 15.  | 18 de novembre de 1979 | Wembley (2)                                 | Moqueta (i)  | Harold Solomon   | 6−3, 6−4, 7−5                 |
| Finalista | 6.   | 27 de gener de 1980    | Filadèlfia, Estats Units                    | Moqueta      | Jimmy Connors    | 3−6, 6−2, 3−6, 6−3, 4−6       |
| Guanyador | 16.  | 3 de febrer de 1980    | Richmond, Estats Units                      | Moqueta (i)  | Roscoe Tanner    | 6−1, 6−2                      |
| Guanyador | 17.  | 2 de març de 1980      | Memphis, Estats Units                       | Moqueta (i)  | Jimmy Connors    | 7−6(6), 7−6(4)                |
| Guanyador | 18.  | 30 de març de 1980     | Milà (2)                                    | Moqueta (i)  | Vijay Amritraj   | 6−1, 6−4                      |
| Finalista | 7.   | 4 de maig de 1980      | WCT Finals, Dallas                          | Moqueta      | Jimmy Connors    | 6−2, 6−7, 1−6, 2−6            |
| Finalista | 8.   | 11 de maig de 1980     | Forest Hills, Estats Units                  | Terra batuda | Vitas Gerulaitis | 6−2, 2−6, 0−6                 |
| Guanyador | 19.  | 15 de juny de 1980     | Londres (2)                                 | Gespa        | Kim Warwick      | 6−3, 6−1                      |
| Finalista | 9.   | 6 de juliol de 1980    | Wimbledon, Regne Unit                       | Gespa        | Björn Borg       | 6−1, 5−7, 3−6, 7−6, 6−8       |
| Finalista | 10.  | 3 d'agost de 1980      | South Orange                                | Terra batuda | José Luis Clerc  | 3−6, 2−6                      |
| Guanyador | 20.  | 7 de setembre de 1980  | US Open (2)                                 | Dura         | Björn Borg       | 7−6(4), 6−1, 6−7(5), 5−7, 6−4 |
| Guanyador | 21.  | 12 d'octubre de 1980   | Brisbane, Austràlia                         | Gespa        | Phil Dent        | 6−3, 6−4                      |
| Guanyador | 22.  | 19 d'octubre de 1980   | Sydney, Austràlia                           | Dura (i)     | Vitas Gerulaitis | 6−3, 6−4, 7−5                 |
| Guanyador | 23.  | 10 de novembre de 1980 | Wembley (3)                                 | Moqueta (i)  | Gene Mayer       | 6−3, 6−4, 6−3                 |
| Finalista | 11.  | 16 de novembre de 1980 | Estocolm                                    | Moqueta (i)  | Björn Borg       | 3−6, 4−6                      |
| Guanyador | 24.  | 14 de desembre de 1980 | Mont-real, Canadà                           | Moqueta (i)  | Vijay Amritraj   | 6−1, 6−2, 6−1                 |
| Guanyador | 25.  | 15 de febrer de 1981   | Boca Raton, Estats Units                    | Terra batuda | Guillermo Vilas  | 6−7, 6−4, 6−0                 |
| Guanyador | 26.  | 29 de març de 1981     | Milà (3)                                    | Moqueta (i)  | Björn Borg       | 7−6, 6−4                      |
| Guanyador | 27.  | 5 d'abbril de 1981     | Frankfurt del Main, Alemanya Occidental     | Moqueta (i)  | Tomáš Šmíd       | 6−2, 6−3                      |
| Guanyador | 28.  | 20 d'abril de 1981     | Los Angeles                                 | Dura         | Sandy Mayer      | 6−7, 6−3, 6−3                 |
| Guanyador | 29.  | 3 de maig de 1981      | WCT Finals, Dallas (2)                      | Moqueta      | Johan Kriek      | 6−1, 6−2, 6−4                 |
| Guanyador | 30.  | 14 de juny de 1981     | Londres (3)                                 | Gespa        | Brian Gottfried  | 7−6, 7−5                      |
| Guanyador | 31.  | 4 de juliol de 1981    | Wimbledon                                   | Gespa        | Björn Borg       | 4−6, 7−6, 7−6, 6−4            |
| Guanyador | 32.  | 23 d'agost de 1981     | Cincinnati, Estats Units                    | Dura         | Chris Lewis      | 6−3, 6−4                      |
| Guanyador | 33.  | 13 de setembre de 1981 | US Open (3)                                 | Dura         | Björn Borg       | 4−6, 6−2, 6−4, 6−3            |
| Guanyador | 34.  | 18 d'octubre de 1981   | Sydney (2)                                  | Dura (i)     | Roscoe Tanner    | 6−4, 7−5, 6−2                 |
| Finalista | 12.  | 15 de novembre de 1981 | Wembley                                     | Moqueta (i)  | Jimmy Connors    | 6−3, 6−2, 3−6, 4−6, 2−6       |
| Guanyador | 35.  | 31 de gener de 1982    | Filadèlfia                                  | Moqueta      | Jimmy Connors    | 6−3, 6−3, 6−1                 |
| Finalista | 13.  | 14 de febrer de 1982   | Memphis                                     | Moqueta (i)  | Johan Kriek      | 3−6, 6−3, 4−6                 |
| Finalista | 14.  | 26 d'abril de 1982     | WCT Finals, Dallas (2)                      | Moqueta      | Ivan Lendl       | 2−6, 6−3, 3−6, 3−6            |
| Finalista | 15.  | 13 de juny de 1982     | Londres (2)                                 | Gespa        | Jimmy Connors    | 5−7, 3−6                      |
| Finalista | 16.  | 4 de juliol de 1982    | Wimbledon (2)                               | Gespa        | Jimmy Connors    | 6−3, 3−6, 7−6, 6−7, 4−6       |
| Guanyador | 36.  | 26 de setembre de 1982 | San Francisco (3)                           | Moqueta      | Jimmy Connors    | 6−1, 6−3                      |
| Guanyador | 37.  | 17 d'octubre de 1982   | Sydney (3)                                  | Dura (i)     | Gene Mayer       | 6−4, 6−1, 6−4                 |
| Guanyador | 38.  | 31 d'octubre de 1982   | Tòquio, Japó                                | Moqueta (i)  | Peter McNamara   | 7−6, 7−5                      |
| Guanyador | 39.  | 14 de novembre de 1982 | Wembley (4)                                 | Moqueta (i)  | Brian Gottfried  | 6−3, 6−2, 6−4                 |
| Finalista | 17.  | 23 de gener de 1983    | Tennis Masters Cup, Nova York               | Moqueta (i)  | Ivan Lendl       | 4−6, 4−6, 2−6                 |
| Guanyador | 40.  | 6 de febrer de 1983    | Filadèlfia (2)                              | Moqueta      | Ivan Lendl       | 4−6, 7−6, 6−4, 6−3            |
| Guanyador | 41.  | 1 de maig de 1983      | WCT Finals, Dallas (3)                      | Moqueta      | Ivan Lendl       | 6−2, 4−6, 6−3, 6−7, 7−6       |
| Guanyador | 42.  | 8 de maig de 1983      | Forest Hills                                | Terra batuda | Vitas Gerulaitis | 6−3, 7−5                      |
| Finalista | 18.  | 12 de juny de 1983     | Londres (3)                                 | Gespa        | Jimmy Connors    | 3−6, 3−6                      |
| Guanyador | 43.  | 3 de juliol de 1983    | Wimbledon (2)                               | Gespa        | Chris Lewis      | 6−2, 6−2, 6−2                 |
| Finalista | 19.  | 21 d'agost de 1983     | Cincinnati                                  | Dura         | Mats Wilander    | 4−6, 4−6                      |
| Finalista | 20.  | 25 de setembre de 1983 | San Francisco                               | Moqueta (i)  | Ivan Lendl       | 6−3, 6−7, 4−6                 |
| Guanyador | 44.  | 16 d'octubre de 1983   | Sydney (4)                                  | Dura (i)     | Henri Leconte    | 6−1, 6−4, 7−5                 |
| Guanyador | 45.  | 13 de novembre de 1983 | Wembley (5)                                 | Moqueta (i)  | Jimmy Connors    | 7−5, 6−1, 6−4                 |
| Guanyador | 46.  | 15 de gener de 1984    | Tennis Masters Cup (2)                      | Moqueta (i)  | Ivan Lendl       | 6−3, 6−4, 6−4                 |
| Guanyador | 47.  | 29 de gener de 1984    | Filadèlfia (3)                              | Moqueta      | Ivan Lendl       | 6−3, 3−6, 6−3, 7−6            |
| Guanyador | 48.  | 5 de febrer de 1984    | Richmond (2)                                | Moqueta (i)  | Steve Denton     | 6−3, 7−6                      |
| Guanyador | 49.  | 4 de març de 1984      | Madrid, Espanya                             | Moqueta (i)  | Tomáš Šmíd       | 6−0, 6−4                      |
| Guanyador | 50.  | 11 de març de 1984     | Brussel·les, Bèlgica                        | Moqueta (i)  | Ivan Lendl       | 6−1, 6−3                      |
| Guanyador | 51.  | 29 d'abril de 1984     | WCT Finals, Dallas (4)                      | Moqueta      | Jimmy Connors    | 6−1, 6−2, 6−3                 |
| Guanyador | 52.  | 13 de maig de 1984     | Forest Hills (4)                            | Terra batuda | Ivan Lendl       | 6−4, 6−2                      |
| Finalista | 21.  | 10 de juny de 1984     | Roland Garros, França                       | Terra batuda | Ivan Lendl       | 6−3, 6−2, 4−6, 5−7, 5−7       |
| Guanyador | 53.  | 17 de juny de 1984     | Londres (4)                                 | Gespa        | Leif Shiras      | 6−1, 3−6, 6−2                 |
| Guanyador | 54.  | 8 de juliol de 1984    | Wimbledon (3)                               | Gespa        | Jimmy Connors    | 6−1, 6−1, 6−2                 |
| Guanyador | 55.  | 19 d'agost de 1984     | Toronto                                     | Dura         | Vitas Gerulaitis | 6−0, 6−3                      |
| Guanyador | 56.  | 9 de setembre de 1984  | US Open (4)                                 | Dura         | Ivan Lendl       | 6−3, 6−4, 6−1                 |
| Guanyador | 57.  | 23 de setembre de 1984 | San Francisco (4)                           | Moqueta      | Brad Gilbert     | 6−4, 6−4                      |
| Guanyador | 58.  | 4 de novembre de 1984  | Estocolm (3)                                | Dura (i)     | Mats Wilander    | 6−2, 3−6, 6−2                 |
| Guanyador | 59.  | 13 de gener de 1985    | Tennis Masters Cup (3)                      | Moqueta (i)  | Ivan Lendl       | 7−5, 6−0, 6−4                 |
| Guanyador | 60.  | 27 de gener de 1985    | Filadèlfia (4)                              | Moqueta      | Miloslav Mečíř   | 6−3, 7−6, 6−1                 |
| Guanyador | 61.  | 3 de març de 1985      | Houston, Estats Units                       | Moqueta      | Kevin Curren     | 7−5, 6−1, 7−6                 |
| Guanyador | 62.  | 31 de març de 1985     | Milà (4)                                    | Moqueta (i)  | Anders Järryd    | 6−4, 6−1                      |
| Guanyador | 63.  | 7 d'abril de 1985      | Chicago, Estats Units                       | Moqueta      | Jimmy Connors    | Renúncia                      |
| Guanyador | 64.  | 28 d'abril de 1985     | Atlanta, Estats Units                       | Moqueta      | Paul Annacone    | 7−6, 7−6, 6−2                 |
| Finalista | 22.  | 12 de maig de 1985     | Forest Hills (2)                            | Terra batuda | Ivan Lendl       | 3−6, 3−6                      |
| Guanyador | 65.  | 11 d'agost de 1985     | Stratton Mountain, Estats Units             | Dura         | Ivan Lendl       | 7−6, 6−2                      |
| Guanyador | 66.  | 18 d'agost de 1985     | Toronto (2)                                 | Dura         | Ivan Lendl       | 7−5, 6−3                      |
| Finalista | 23.  | 8 de setembre de 1985  | US Open                                     | Dura         | Ivan Lendl       | 6−7, 3−6, 4−6                 |
| Guanyador | 67.  | 11 de novembre de 1985 | Estocolm (4)                                | Dura (i)     | Anders Järryd    | 6−1, 6−2                      |
| Guanyador | 68.  | 21 de setembre de 1986 | Los Angeles (2)                             | Dura         | Stefan Edberg    | 6−2, 6−3                      |
| Guanyador | 69.  | 28 de setembre de 1986 | San Francisco (5)                           | Moqueta      | Jimmy Connors    | 7−6, 6−3                      |
| Guanyador | 70.  | 12 d'octubre de 1986   | Scottsdale, Estats Units                    | Dura         | Kevin Curren     | 6−3, 3−6, 6−2                 |
| Finalista | 24.  | 8 de febrer de 1987    | Filadèlfia (2)                              | Moqueta      | Tim Mayotte      | 6−3, 1−6, 3−6, 1−6            |
| Finalista | 25.  | 22 de març de 1987     | Rotterdam (2)                               | Moqueta      | Stefan Edberg    | 6−3, 3−6, 1−6                 |
| Finalista | 26.  | 29 de març de 1987     | Brussel·les                                 | Moqueta (i)  | Mats Wilander    | 3−6, 4−6                      |
| Finalista | 27.  | 12 d'abril de 1987     | WCT Finals, Dallas (3)                      | Moqueta      | Miloslav Mečíř   | 0−6, 6−3, 2−6, 2−6            |
| Guanyador | 71.  | 17 d'abril de 1988     | Tòquio (2)                                  | Dura         | Stefan Edberg    | 6−2, 6−2                      |
| Finalista | 28.  | 7 d'agost de 1988      | Indianapolis, Estats Units                  | Dura         | Boris Becker     | 4−6, 2−6                      |
| Guanyador | 72.  | 20 de novembre de 1988 | Detroit, Estats Units                       | Moqueta      | Aaron Krickstein | 7−5, 6−2                      |
| Guanyador | 73.  | 26 de febrer de 1989   | Lió, França                                 | Moqueta      | Jakob Hlasek     | 6−3, 7−6                      |
| Guanyador | 74.  | 4 de març de 1989      | WCT Finals, Dallas (5)                      | Moqueta      | Brad Gilbert     | 6−3, 6−3, 7−6                 |
| Guanyador | 75.  | 13 d'agost de 1989     | Indianapolis                                | Dura         | Jay Berger       | 6−4, 4−6, 6−4                 |
| Finalista | 29.  | 20 d'agost de 1989     | Mont-real (2)                               | Dura         | Ivan Lendl       | 1−6, 3−6                      |
| Finalista | 30.  | 15 d'octubre de 1989   | Tolosa, França                              | Dura (i)     | Jimmy Connors    | 3−6, 3−6                      |
| Guanyador | 76.  | 30 de setembre de 1990 | Basilea (3)                                 | Dura (i)     | Goran Ivanišević | 6−7, 4−6, 7−6, 6−3, 6−4       |
| Guanyador | 77.  | 3 de març de 1991      | Chicago (2)                                 | Moqueta      | Patrick McEnroe  | 3−6, 6−2, 6−4                 |
| Finalista | 31.  | 29 de setembre de 1991 | Basilea (2)                                 | Dura (i)     | Jakob Hlasek     | 6−7, 0−6, 3−6                 |

#### Períodes com a número 1
| Núm. | Predecessor   | Dates                   | Successor     | Setmanes | Acumulat |
| ---- | ------------- | ----------------------- | ------------- | -------- | -------- |
| 1.   | Björn Borg    | 03/03/1980 − 23/03/1980 | Björn Borg    | 3        | 3        |
| 2.   | Björn Borg    | 11/08/1980 − 17/08/1980 | Björn Borg    | 1        | 4        |
| 3.   | Björn Borg    | 06/07/1981 − 19/07/1981 | Björn Borg    | 2        | 46       |
| 4.   | Björn Borg    | 03/08/1981 − 12/09/1982 | Jimmy Connors | 58       | 64       |
| 5.   | Jimmy Connors | 01/11/1982 − 07/11/1982 | Jimmy Connors | 1        | 65       |
| 6.   | Jimmy Connors | 15/11/1982 − 30/01/1983 | Jimmy Connors | 11       | 76       |
| 7.   | Jimmy Connors | 07/02/1983 − 13/02/1983 | Jimmy Connors | 1        | 77       |
| 8.   | Jimmy Connors | 06/06/1983 − 12/06/1983 | Jimmy Connors | 1        | 78       |
| 9.   | Jimmy Connors | 04/07/1983 − 30/10/1983 | Ivan Lendl    | 17       | 95       |
| 10.  | Ivan Lendl    | 12/12/1983 − 08/01/1984 | Ivan Lendl    | 4        | 99       |
| 11.  | Ivan Lendl    | 12/03/1984 − 10/06/1984 | Ivan Lendl    | 13       | 112      |
| 12.  | Ivan Lendl    | 18/06/1984 − 08/07/1984 | Ivan Lendl    | 3        | 115      |
| 13.  | Ivan Lendl    | 13/08/1984 − 18/08/1985 | Ivan Lendl    | 53       | 168      |
| 14.  | Ivan Lendl    | 26/08/1985 − 08/09/1985 | Ivan Lendl    | 2        | 170      |

### Dobles masculins: 103 (79−24)
| Títols per superfície |
| --------------------- |
| Dura (26−10)          |
| Gespa (7−3)           |
| Terra batuda (7−1)    |
| Moqueta (39−10)       |

| Resultat  | Núm. | Data                   | Torneig                                     | Superfície   | Parella            | Oponents                             | Marcador                  |
| --------- | ---- | ---------------------- | ------------------------------------------- | ------------ | ------------------ | ------------------------------------ | ------------------------- |
| Finalista | 1.   | 1977                   | Ocean City, Estats Units                    | Moqueta      | Cliff Richey       | Alex Metreveli Bill Scanlon          | 6−7, 3−6                  |
| Finalista | 2.   | 1977                   | Virginia Beach, Estats Units                | Dura         | Francisco González | Patrice Dominguez Ray Ruffels        | 3−6, 4−6                  |
| Guanyador | 1.   | 1978                   | South Orange, Estats Units                  | Terra batuda | Peter Fleming      | Ion Țiriac Guillermo Vilas           | 6−3, 6−3                  |
| Finalista | 3.   | 1978                   | Washington, Estats Units                    | Moqueta      | Arthur Ashe        | Robert Lutz Stan Smith               | 7−6, 5−7, 1−6             |
| Guanyador | 2.   | 24 de setembre de 1978 | Hartford, Estats Units                      | Moqueta      | Bill Maze          | Mark Edmondson Van Winitsky          | 6−3, 3−6, 7−6             |
| Finalista | 4.   | 1978                   | Wimbledon, Regne Unit                       | Gespa        | Peter Fleming      | Bob Hewitt Frew McMillan             | 1−6, 4−6, 2−6             |
| Guanyador | 3.   | 2 d'octubre de 1978    | San Francisco, Estats Units                 | Moqueta      | Peter Fleming      | Robert Lutz Stan Smith               | 5−7, 6−4, 6−4             |
| Finalista | 5.   | 1978                   | Maui, Estats Units                          | Dura         | Peter Fleming      | Tim Gullikson Tom Gullikson          | 6−7, 6−7                  |
| Guanyador | 4.   | 29 d'octubre de 1978   | Basilea, Suïssa                             | Dura (i)     | Wojtek Fibak       | Bruce Manson Andrew Pattison         | 7−6, 7−5                  |
| Guanyador | 5.   | 1978                   | Colònia, Alemanya Occidental                | Dura (i)     | Peter Fleming      | Bob Hewitt Frew McMillan             | 6−3, 6−2                  |
| Guanyador | 6.   | 19 de novembre de 1978 | Wembley, Regne Unit                         | Moqueta      | Peter Fleming      | Bob Hewitt Frew McMillan             | 7−6, 4−6, 6−4             |
| Guanyador | 7.   | 1978                   | Bolonya, Itàlia                             | Moqueta      | Peter Fleming      | Jean-Louis Haillet Antonio Zugarelli | 6−1, 6−4                  |
| Guanyador | 8.   | 14 de gener de 1979    | Tennis Masters Cup, Nova York, Estats Units | Moqueta      | Peter Fleming      | Wojtek Fibak Tom Okker               | 6−4, 6−2, 6−4             |
| Guanyador | 9.   | 1979                   | Londres, Regne Unit                         | Moqueta      | Peter Fleming      | Ilie Năstase Sherwood Stewart        | 3−6, 6−2, 6−3, 6−1        |
| Finalista | 6.   | 1979                   | Filadèlfia, Estats Units                    | Moqueta      | Peter Fleming      | Wojtek Fibak Tom Okker               | 7−5, 1−6, 3−6             |
| Guanyador | 10.  | 1979                   | Richmond, Estats Units                      | Moqueta (i)  | Brian Gottfried    | Ion Țiriac Guillermo Vilas           | 6−4, 6−3                  |
| Guanyador | 11.  | 25 de març de 1979     | Nova Orleans (2)                            | Moqueta      | Peter Fleming      | Robert Lutz Stan Smith               | 6−1, 6−3                  |
| Guanyador | 12.  | 1 d'abril de 1979      | Milà, Itàlia                                | Moqueta      | Peter Fleming      | José Luis Clerc Tomáš Šmíd           | 6−1, 6−3                  |
| Guanyador | 13.  | 8 d'abril de 1979      | Rotterdam, Països Baixos                    | Moqueta      | Peter Fleming      | Heinz Günthardt Bernard Mitton       | 6−4, 6−4                  |
| Guanyador | 14.  | 22 d'abril de 1979     | San Jose, Estats Units                      | Moqueta      | Peter Fleming      | Hank Pfister Brad Rowe               | 6−3, 6−4                  |
| Guanyador | 15.  | 1979                   | Wimbledon                                   | Gespa        | Peter Fleming      | Brian Gottfried Raúl Ramírez         | 4−6, 6−4, 6−2, 6−2        |
| Guanyador | 16.  | 1979                   | Forest Hills, Estats Units                  | Terra batuda | Peter Fleming      | Gene Mayer Sandy Mayer               | 6−7, 7−6, 6−3             |
| Guanyador | 17.  | 5 d'agost de 1979      | South Orange (2)                            | Terra batuda | Peter Fleming      | Fritz Buehning Bruce Nichols         | 6−1, 6−3                  |
| Guanyador | 18.  | 1979                   | Indianapolis, Estats Units                  | Terra batuda | Gene Mayer         | Jan Kodeš Tomáš Šmíd                 | 6−4, 7−6                  |
| Guanyador | 19.  | 19 d'agost de 1979     | Toronto, Canadà                             | Dura         | Peter Fleming      | Heinz Günthardt Bob Hewitt           | 6−7, 7−6, 6−1             |
| Guanyador | 20.  | 9 de setembre de 1979  | US Open, Estats Units                       | Dura         | Peter Fleming      | Robert Lutz Stan Smith               | 6−2, 6−4                  |
| Guanyador | 21.  | 20 de setembre de 1979 | San Francisco (2)                           | Moqueta      | Peter Fleming      | Wojtek Fibak Frew McMillan           | 6−2, 6−3                  |
| Guanyador | 22.  | 11 de novembre de 1979 | Estocolm, Suècia                            | Dura (i)     | Peter Fleming      | Wojtek Fibak Tom Okker               | 6−4, 6−4                  |
| Guanyador | 23.  | 18 de novembre de 1979 | Wembley (2)                                 | Moqueta (i)  | Peter Fleming      | Tomáš Šmíd Stan Smith                | 6−2, 6−3                  |
| Guanyador | 24.  | 1979                   | Bolonya (2)                                 | Moqueta      | Peter Fleming      | Fritz Buehning Ferdi Taygan          | 6−1, 6−1                  |
| Guanyador | 25.  | 1980                   | Tennis Masters Cup, Nova York (2)           | Moqueta      | Peter Fleming      | Wojtek Fibak Tom Okker               | 6−3, 7−6, 6−1             |
| Guanyador | 26.  | 27 de gener de 1980    | Filadèlfia                                  | Moqueta      | Peter Fleming      | Brian Gottfried Raúl Ramírez         | 6−3, 7−6                  |
| Guanyador | 27.  | 2 de març de 1980      | Memphis, Estats Units                       | Moqueta (i)  | Brian Gottfried    | Rod Frawley Tomáš Šmíd               | 6−3, 6−7, 7−6             |
| Guanyador | 28.  | 30 de març de 1980     | Milà (2)                                    | Moqueta (i)  | Peter Fleming      | Andrew Pattison Butch Walts          | 6−2, 6−7, 6−2             |
| Finalista | 7.   | 1980                   | Montecarlo, Mònaco                          | Terra batuda | Vitas Gerulaitis   | Paolo Bertolucci Adriano Panatta     | 2−6, 7−5, 3−6             |
| Guanyador | 29.  | 11 de maig de 1980     | Forest Hills (2)                            | Terra batuda | Peter Fleming      | Peter McNamara Paul McNamee          | 6−2, 5−7, 6−2             |
| Guanyador | 30.  | 1980                   | Kobe, Japó                                  | Moqueta (i)  | Wojtek Fibak       | Victor Amaya Brian Teacher           | 3−6, 6−3, 7−5             |
| Guanyador | 31.  | 3 d'agost de 1980      | South Orange (3)                            | Terra batuda | Bill Maze          | Fritz Buehning Van Winitsky          | 7−6, 6−4                  |
| Guanyador | 32.  | 1980                   | San Francisco (3)                           | Moqueta      | Peter Fleming      | Gene Mayer Sandy Mayer               | 6−1, 6−4                  |
| Guanyador | 33.  | 1980                   | Maui                                        | Dura         | Peter Fleming      | Victor Amaya Hank Pfister            | 7−6, 6−7, 6−2             |
| Finalista | 8.   | 7 de setembre de 1980  | US Open                                     | Dura         | Peter Fleming      | Robert Lutz Stan Smith               | 6−7, 6−3, 1−6, 6−3, 3−6   |
| Guanyador | 34.  | 12 d'octubre de 1980   | Brisbane, Austràlia                         | Gespa        | Matt Mitchell      | Phil Dent Rod Frawley                | 8−6                       |
| Guanyador | 35.  | 19 d'octubre de 1980   | Sydney, Austràlia                           | Dura (i)     | Peter Fleming      | Tim Gullikson Johan Kriek            | 4−6, 6−1, 6−2             |
| Guanyador | 36.  | 10 de novembre de 1980 | Wembley (3)                                 | Moqueta (i)  | Peter Fleming      | Bill Scanlon Eliot Teltscher         | 7−5, 6−3                  |
| Guanyador | 37.  | 1981                   | Tennis Masters Cup, Nova York (3)           | Moqueta      | Peter Fleming      | Peter McNamara Paul McNamee          | 6−4, 6−3                  |
| Finalista | 9.   | 29 de març de 1981     | Milà                                        | Moqueta (i)  | Peter Rennert      | Brian Gottfried Raúl Ramírez         | 6−7, 3−6                  |
| Finalista | 10.  | 5 d'abril de 1981      | Frankfurt del Main, Alemanya Occidental     | Moqueta (i)  | Vitas Gerulaitis   | Brian Teacher Butch Walts            | 5−7, 7−6, 5−7             |
| Finalista | 11.  | 20 d'abril de 1981     | Los Angeles, Estats Units                   | Dura         | Ferdi Taygan       | Tom Gullikson Butch Walts            | 4−6, 4−6                  |
| Guanyador | 38.  | 1981                   | Las Vegas, Estats Units                     | Dura         | Peter Fleming      | Tracy Delatte Trey Waltke            | 6−3, 7−6                  |
| Guanyador | 39.  | 1981                   | Forest Hills (3)                            | Terra batuda | Peter Fleming      | John Fitzgerald Andy Kohlberg        | 6−4, 6−4                  |
| Guanyador | 40.  | 4 de juliol de 1981    | Wimbledon (2)                               | Gespa        | Peter Fleming      | Robert Lutz Stan Smith               | 6−4, 6−4, 6−4             |
| Finalista | 12.  | 1981                   | Mont-real                                   | Dura         | Peter Fleming      | Raúl Ramírez Ferdi Taygan            | 6−2, 6−7, 4−6             |
| Guanyador | 41.  | 23 d'agost de 1981     | Cincinnati, Estats Units                    | Dura         | Ferdi Taygan       | Robert Lutz Stan Smith               | 7−6, 6−3                  |
| Guanyador | 42.  | 13 de setembre de 1981 | US Open (2)                                 | Dura         | Peter Fleming      | Heinz Günthardt Peter McNamara       | Renúncia                  |
| Guanyador | 43.  | 1981                   | San Francisco (4)                           | Moqueta      | Peter Fleming      | Mark Edmondson Sherwood Stewart      | 7−6, 6−4                  |
| Guanyador | 44.  | 18 d'octubre de 1981   | Sydney (2)                                  | Dura (i)     | Peter Fleming      | Sherwood Stewart Ferdi Taygan        | 6−7, 7−6, 6−1             |
| Finalista | 13.  | 15 de novembre de 1981 | Wembley                                     | Moqueta (i)  | Peter Fleming      | Sherwood Stewart Ferdi Taygan        | 5−7, 7−6, 4−6             |
| Guanyador | 45.  | 1982                   | Tennis Masters Cup, Nova York (4)           | Moqueta      | Peter Fleming      | Kevin Curren Steve Denton            | 6−3, 6−3                  |
| Guanyador | 46.  | 31 de gener de 1982    | Filadèlfia (2)                              | Moqueta      | Peter Fleming      | Sherwood Stewart Ferdi Taygan        | 7−6, 6−4                  |
| Finalista | 14.  | 14 de febrer de 1982   | Memphis (2)                                 | Moqueta (i)  | Peter Fleming      | Kevin Curren Steve Denton            | 6−7, 6−4, 2−6             |
| Guanyador | 47.  | 13 de juny de 1982     | Londres, Regne Unit                         | Gespa        | Peter Rennert      | Victor Amaya Hank Pfister            | 7−6, 7−5                  |
| Finalista | 15.  | 4 de juliol de 1982    | Wimbledon (2)                               | Gespa        | Peter Fleming      | Peter McNamara Paul McNamee          | 3−6, 2−6                  |
| Finalista | 16.  | 1982                   | Mont-real (2)                               | Dura         | Peter Fleming      | Steve Denton Mark Edmondson          | 7−6, 5−7, 2−6             |
| Guanyador | 48.  | 1982                   | Cincinnati (2)                              | Dura         | Peter Fleming      | Steve Denton Mark Edmondson          | 6−2, 6−3                  |
| Guanyador | 49.  | 17 d'octubre de 1982   | Sydney (2)                                  | Dura (i)     | Peter Rennert      | Steve Denton Mark Edmondson          | 6−3, 7−6                  |
| Finalista | 17.  | 31 d'octubre de 1982   | Tòquio, Japó                                | Moqueta (i)  | Peter Rennert      | Tim Gullikson Tom Gullikson          | 4−6, 6−3, 6−7             |
| Guanyador | 50.  | 14 de novembre de 1982 | Wembley (4)                                 | Moqueta (i)  | Peter Fleming      | Heinz Günthardt Tomáš Šmíd           | 7−6, 6−4                  |
| Guanyador | 51.  | 23 de gener de 1983    | Tennis Masters Cup, Nova York (5)           | Moqueta      | Peter Fleming      | Sherwood Stewart Ferdi Taygan        | 7−5, 6−3                  |
| Guanyador | 52.  | 1983                   | Los Angeles                                 | Dura         | Peter Fleming      | Sandy Mayer Ferdi Taygan             | 6−1, 6−2                  |
| Finalista | 18.  | 6 de febrer de 1983    | Filadèlfia (2)                              | Moqueta      | Peter Fleming      | Kevin Curren Steve Denton            | 4−6, 6−7                  |
| Guanyador | 53.  | 3 de juliol de 1983    | Wimbledon (3)                               | Gespa        | Peter Fleming      | Tim Gullikson Tom Gullikson          | 6−4, 6−3, 6−4             |
| Guanyador | 54.  | 1983                   | US Open (3)                                 | Dura         | Peter Fleming      | Fritz Buehning Van Winitsky          | 6−3, 6−4, 6−2             |
| Guanyador | 55.  | 25 de setembre de 1983 | San Francisco (5)                           | Moqueta (i)  | Peter Fleming      | Ivan Lendl Vince Van Patten          | 6−1, 6−2                  |
| Finalista | 19.  | 16 d'octubre de 1983   | Sydney                                      | Dura (i)     | Peter Rennert      | Mark Edmondson Sherwood Stewart      | 2−6, 4−6                  |
| Guanyador | 56.  | 13 de novembre de 1983 | Wembley (5)                                 | Moqueta (i)  | Peter Fleming      | Steve Denton Sherwood Stewart        | 6−3, 6−4                  |
| Guanyador | 57.  | 15 de gener de 1984    | Tennis Masters Cup, Nova York (6)           | Moqueta      | Peter Fleming      | Pavel Složil Tomáš Šmíd              | 6−2, 6−2                  |
| Guanyador | 58.  | 29 de gener de 1984    | Filadèlfia (3)                              | Moqueta      | Peter Fleming      | Henri Leconte Yannick Noah           | 6−2, 6−3                  |
| Guanyador | 59.  | 5 de febrer de 1984    | Richmond (2)                                | Moqueta (i)  | Patrick McEnroe    | Kevin Curren Steve Denton            | 7−6, 6−2                  |
| Guanyador | 60.  | 4 de març de 1984      | Madrid, Espanya                             | Moqueta (i)  | Peter Fleming      | Fritz Buehning Ferdi Taygan          | 6−3, 6−3                  |
| Guanyador | 61.  | 8 de juliol de 1984    | Wimbledon (4)                               | Gespa        | Peter Fleming      | Pat Cash Paul McNamee                | 6−2, 5−7, 6−2, 3−6, 6−3   |
| Guanyador | 62.  | 19 d'agost de 1984     | Toronto (2)                                 | Dura         | Peter Fleming      | John Fitzgerald Kim Warwick          | 6−4, 7−6                  |
| Guanyador | 63.  | 23 de setembre de 1984 | San Francisco (6)                           | Moqueta      | Peter Fleming      | Mike De Palmer Sammy Giammalva Jr    | 6−3, 6−4                  |
| Guanyador | 64.  | 13 de gener de 1985    | Tennis Masters Cup, Nova York (7)           | Moqueta      | Peter Fleming      | Mark Edmondson Sherwood Stewart      | 6−3, 6−1                  |
| Guanyador | 65.  | 3 de març de 1985      | Houston, Estats Units                       | Moqueta      | Peter Fleming      | Hank Pfister Ben Testerman           | 6−3, 6−2                  |
| Guanyador | 66.  | 1986                   | Stratton Mountain, Estats Units             | Dura         | Peter Fleming      | Paul Annacone Christo van Rensburg   | 6−3, 3−6, 6−3             |
| Finalista | 20.  | 21 de setembre de 1986 | Los Angeles (2)                             | Dura         | Peter Fleming      | Stefan Edberg Anders Järryd          | 6−3, 5−7, 6−7             |
| Guanyador | 67.  | 28 de setembre de 1986 | San Francisco (7)                           | Moqueta      | Peter Fleming      | Mike De Palmer Gary Donnelly         | 6−4, 7−6                  |
| Guanyador | 68.  | 1986                   | París, França                               | Moqueta      | Peter Fleming      | Mansour Bahrami Diego Pérez          | 6−3, 6−2                  |
| Guanyador | 69.  | 1986                   | Wembley (6)                                 | Moqueta (i)  | Peter Fleming      | Sherwood Stewart Kim Warwick         | 3−6, 7−6, 6−2             |
| Guanyador | 70.  | 1988                   | Los Angeles (2)                             | Dura         | Mark Woodforde     | Peter Doohan Jim Grabb               | 6−4, 6−4                  |
| Guanyador | 71.  | 1988                   | San Francisco (8)                           | Moqueta      | Mark Woodforde     | Scott Davis Tim Pawsat               | 6−4, 7−6                  |
| Guanyador | 72.  | 1989                   | Adelaida, Austràlia                         | Dura         | Mark Woodforde     | Ivan Lendl Mats Wilander             | 7−6, 6−2                  |
| Finalista | 21.  | 26 de febrer de 1989   | Lió, França                                 | Moqueta      | Jakob Hlasek       | Eric Jelen Michael Mortensen         | 3−6, 6−3, 3−6             |
| Guanyador | 73.  | 1989                   | Milà (3)                                    | Moqueta (i)  | Jakob Hlasek       | Heinz Günthardt Balázs Taróczy       | 6−3, 6−4                  |
| Guanyador | 74.  | 1989                   | US Open (4)                                 | Dura         | Mark Woodforde     | Ken Flach Robert Seguso              | 6−4, 4−6, 6−3, 6−3        |
| Guanyador | 75.  | 1989                   | Wembley (7)                                 | Moqueta (i)  | Jakob Hlasek       | Jeremy Bates Kevin Curren            | 6−1, 7−6                  |
| Finalista | 22.  | 29 de setembre de 1991 | Basilea                                     | Dura (i)     | Petr Korda         | Jakob Hlasek Patrick McEnroe         | 6−3, 6−7, 6−7             |
| Guanyador | 76.  | 1992                   | Brussel·les, Bèlgica                        | Moqueta (i)  | Boris Becker       | Guy Forget Jakob Hlasek              | 6−3, 6−2                  |
| Finalista | 23.  | 1992                   | 's-Hertogenbosch, Països Baixos             | Gespa        | Michael Stich      | Jim Grabb Richey Reneberg            | 4−6, 7−6, 4−6             |
| Guanyador | 77.  | 1992                   | Wimbledon (5)                               | Gespa        | Michael Stich      | Jim Grabb Richey Reneberg            | 5−7, 7−6, 3−6, 7−6, 19−17 |
| Finalista | 24.  | 1992                   | Toronto (3)                                 | Dura         | Andre Agassi       | Patrick Galbraith Danie Visser       | 4−6, 4−6                  |
| Guanyador | 78.  | 1992                   | París (2)                                   | Moqueta (i)  | Patrick McEnroe    | Patrick Galbraith Danie Visser       | 6−4, 6−2                  |
| Guanyador | 79.  | 2006                   | San Jose (2)                                | Dura         | Jonas Björkman     | Paul Goldstein Jim Thomas            | 7−6, 4−6, 10−7            |

#### Períodes com a número 1
| Núm. | Predecessor   | Dates                   | Successor     | Setmanes | Acumulat |
| ---- | ------------- | ----------------------- | ------------- | -------- | -------- |
| 1.   | Tom Okker     | 23/04/1979 − 01/03/1981 | Stan Smith    | 97       | 97       |
| 2.   | Stan Smith    | 27/04/1981 − 24/04/1981 | Paul McNamee  | 4        | 101      |
| 3.   | Paul McNamee  | 15/06/1981 − 31/01/1982 | Peter Fleming | 33       | 134      |
| 4.   | Peter Fleming | 22/02/1982 − 18/03/1984 | Peter Fleming | 108      | 242      |
| 5.   | Peter Fleming | 26/03/1984 − 10/06/1984 | Peter Fleming | 111      | 253      |
| 6.   | Peter Fleming | 06/08/1984 − 12/08/1984 | Peter Fleming | 1        | 254      |
| 7.   | Peter Fleming | 17/09/1984 − 16/12/1984 | Tomáš Šmíd    | 13       | 267      |
| 8.   | Jim Pugh      | 11/09/1989 − 24/09/1989 | Anders Järryd | 2        | 269      |

### Dobles mixts: 1 (1−0)
| Resultat  | Núm. | Data              | Torneig               | Superfície   | Parella      | Oponents                   | Marcador |
| --------- | ---- | ----------------- | --------------------- | ------------ | ------------ | -------------------------- | -------- |
| Guanyador | 1.   | 5 de juny de 1977 | Roland Garros, França | Terra batuda | Mary Carillo | Florenţa Mihai Iván Molina | 7−6, 6−3 |

### Equips: 6 (5−1)
| Resultat  | Núm. | Data                      | Torneig                                 | Superfície       | Equip                                       | Oponents                                                              | Marcador |
| --------- | ---- | ------------------------- | --------------------------------------- | ---------------- | ------------------------------------------- | --------------------------------------------------------------------- | -------- |
| Guanyador | 1.   | 8−10 de desembre de 1978  | Copa Davis, Rancho Mirage, Estats Units | Dura             | Brian Gottfried Robert Lutz Stan Smith      | Mark Cox David Lloyd John Michael Lloyd Christopher Mottram           | 4−1      |
| Guanyador | 2.   | 14−16 de desembre de 1979 | Copa Davis, San Francisco, Estats Units | Moqueta (i)      | Vitas Gerulaitis Robert Lutz Stan Smith     | Corrado Barazzutti Paolo Bertolucci Adriano Panatta Antonio Zugarelli | 5−0      |
| Guanyador | 3.   | 11−13 de desembre de 1981 | Copa Davis, Cincinnati, Estats Units    | Moqueta (i)      | Peter Fleming Roscoe Tanner Eliot Teltscher | Eduardo Bengoechea Ricardo Cano José Luis Clerc Guillermo Vilas       | 3−1      |
| Guanyador | 4.   | 26−28 de desembre de 1982 | Copa Davis, Grenoble, França            | Terra batuda (i) | Peter Fleming Gene Mayer Eliot Teltscher    | Henri Leconte Gilles Moretton Yannick Noah Thierry Tulasne            | 4−1      |
| Finalista | 1.   | 16−18 de desembre de 1984 | Copa Davis, Göteborg, Suècia            | Terra batuda (i) | Jimmy Arias Jimmy Connors Peter Fleming     | Stefan Edberg Anders Järryd Henrik Sundstrom Mats Wilander            | 1−4      |
| Guanyador | 5.   | 4−6 de desembre de 1992   | Copa Davis, Fort Worth, Estats Units    | Dura (i)         | Andre Agassi Jim Courier Pete Sampras       | Thierry Grin Jakob Hlasek Claudio Mezzadri Marc Rosset                | 3−1      |

## Trajectòria

### Individual
| Open d'Austràlia | A   | A     | A     | A     | A     | A     | A    | SF    | A    | QF   | NC   | A     | A     | QF    | 4R          | A           | QF          | A           | A           | 0 / 5     | 18 – 5    |
| Roland Garros | A   | 2R    | A     | A     | 3R    | QF    | A    | QF    | F    | SF   | A    | 1R    | 4R    | A     | A           | 1R          | 1R          | A           | A           | 0 / 10    | 25 – 10   |
| Wimbledon | A   | SF    | 1R    | 4R    | F     | G     | F    | G     | G    | QF   | A    | A     | 2R    | SF    | 1R          | 4R          | SF          | A           | A           | 3 / 14    | 59 – 11   |
| US Open | A   | 4R    | SF    | G     | G     | G     | SF   | 4R    | G    | F    | 1R   | QF    | 2R    | 2R    | SF          | 3R          | 4R          | A           | A           | 4 / 16    | 66 – 12   |
| Masters Grand Prix | A   | A     | G     | SF    | RR    | SF    | F    | G     | G    | 1R   | A    | A     | A     | SF    | A           | A           | A           | A           | A           | 3 / 9     | 19 – 11   |
| WCT Finals | A   | A     | A     | G     | F     | G     | F    | G     | G    | QF   | A    | F     | A     | G     | No disputat | No disputat | No disputat | No disputat | No disputat | 5 / 9     | 21 – 4    |
| Total Victòries−Derrotes | 1−1 | 28−14 | 79−19 | 95−14 | 84−18 | 76−10 | 71−9 | 63−11 | 82−3 | 71−9 | 22−5 | 34−12 | 30−10 | 47−11 | 33−15       | 33−18       | 32−18       | 0−0         | 0−1         | 881 – 198 | 881 – 198 |
| Rànquing a final d'any | 264 | 21    | 4     | 3     | 2     | 1     | 1    | 1     | 1    | 2    | 14   | 10    | 11    | 4     | 13          | 28          | 20          | –           | 1219        |           |           |
| Llegenda: G: Guanyador; F: Finalista; SF: Semifinalista; QF: Quarts de final; Q: Qualificació; A: Absent; RR: Round Robin; NC: No celebrat |     |       |       |       |       |       |      |       |      |      |      |       |       |       |             |             |             |             |             |           |           |

### Dobles masculins
| Torneig | 1974 | 1975 | 1976 | 1977  | 1978  | 1979 | 1980 | 1981 | 1982 | 1983 | 1984 | 1985 | 1986 | 1987 | 1988 | 1989 | 1990 | 1991 | 1992 | 1993 | 1994 | ... | 2006 | Títols    | V − D     |
| --- | ---- | ---- | ---- | ----- | ----- | ---- | ---- | ---- | ---- | ---- | ---- | ---- | ---- | ---- | ---- | ---- | ---- | ---- | ---- | ---- | ---- | --- | ---- | --------- | --------- |
| Open d'Austràlia | A    | A    | A    | A     | A     | A    | A    | A    | A    | 3R   | A    | A    | NC   | A    | A    | SF   | A    | A    | A    | A    | A    |     | A    | 0 / 2     | 5 – 2     |
| Roland Garros | A    | A    | A    | 2R    | A     | A    | A    | A    | A    | A    | A    | A    | A    | A    | A    | A    | A    | A    | QF   | A    | A    |     | A    | 0 / 2     | 4 – 2     |
| Wimbledon | A    | A    | A    | Q2    | F     | G    | SF   | G    | F    | G    | G    | SF   | A    | A    | A    | 3R   | A    | 2R   | G    | A    | A    |     | A    | 5 / 11    | 51 – 6    |
| US Open | 1R   | 2R   | 1R   | 2R    | QF    | G    | F    | G    | QF   | G    | SF   | A    | A    | A    | A    | G    | 1R   | 3R   | SF   | A    | A    |     | A    | 4 / 15    | 45 – 11   |
| Masters Grand Prix | NC   | A    | A    | A     | G     | G    | G    | G    | G    | G    | G    | A    | A    | A    | A    | A    | A    | A    | A    | A    | A    |     | A    | 7 / 7     | 14 – 0    |
| Total Victòries−Derrotes | 0−1  | 0−1  | 0−1  | 16−10 | 56−14 | 80−5 | 57−5 | 55−8 | 47−6 | 43−8 | 40−5 | 15−2 | 23−3 | 8−5  | 10−2 | 30−7 | 2−3  | 8−6  | 35−8 | 0−0  | 2−1  |     | 5−1  | 532 – 102 | 532 – 102 |
| Rànquing a final d'any | −    | −    | 346  | 69    | 2     | 1    | 1    | 1    | 1    | 1    | 2    | 34   | 12   | 82   | 49   | 3    | 347  | 150  | 9    | –    | 396  |     | 242  |           |           |
| Llegenda: G: Guanyador; F: Finalista; SF: Semifinalista; QF: Quarts de final; Q: Qualificació; A: Absent; RR: Round Robin; NC: No celebrat |      |      |      |       |       |      |      |      |      |      |      |      |      |      |      |      |      |      |      |      |      |     |      |           |           |